# Spilogona spinicosta
Spilogona spinicosta är en tvåvingeart som först beskrevs av Stein 1907.  Spilogona spinicosta ingår i släktet Spilogona och familjen husflugor. Inga underarter finns listade i Catalogue of Life.